# قارورة ليدن

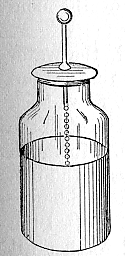
المكثف الأصلي

قارورة ليدن أول نبيطة لحفظ الطاقة داخل الدوائر الكهربائية، وكان ذلك سنةَ 1745. وهي من قارورة زجاجية تحفَظ الماء داخلَها ويخترق الماء مسمار عبر فتحة ضيقة في القارورة فإذا وصل المسمار نحو شِحنة كهربية ساكنة ثم بعد ذلك فصل عنها تحفظ لفترة داخل القارورة ومن هنا جاءت تسمية المكثف لإنه من الأجهزة الأولى كانت تحفظ الطاقة بهيئة سائلة، ورغم اختفاء تلك الأجهزة إلا أن الاسم ظل كما هو.
وهو اختراعٌ اكتشفه مستقلًا كُلٌّ من: القَسّ الألماني فون كلايست (1745 م)، والعالم الهولندي بيتر فان مُسشَنِبروك (1745-1746 م).
- مرطبانات ليدن هي الأسلاف الأوائل لما نعرفه اليوم بالمكثفات الكهربائية.

حيث تم اكتشاف ظاهرة تكثيف الكهرباء في عام 1745م، على يد الباحث الألماني أيوالد.جـ. فون كلايست 
Ewald G. von Kleist، وكان ذلك بالصدفة، خلال إحدى تجاربه حول ظاهرة الكهرباء التي كانت تعتبر ظاهرة غريبة في تلك الفترة. تُنسب تسمية هذا الجهاز البسيط إلى جامعة «لايدن» الهولندية التي ساهمت في انتشارها في العالم. معرفة طريقة عمله تساعد على استيعاب طريقة عمل جهاز ميثارنيثا التي ابتكرها بول بومان.

## اقرأ أيضا
- مكثف
- دائرة كهربائية
- تجربة الطائرة الورقية